# 普舒夫
普舒夫（Pszów）是位于波蘭西南部的城市。屬西里西亞省。2004年，有人口14,035人。在一戰之後被劃入波蘭。 

## 外部連結
- Official website （页面存档备份，存于）

50°03′N 18°24′E / 50.050°N 18.400°E